# Bazilika svetog Vitalea
San Vitale ili Bazilika svetog Vitalea u Ravenni je bizantska crkva posvećena svetom Vitaleu (rimski rob i kršćanski mučenik čiji je kult ojačao krajem 4. stoljeća) koju je dao izgraditi car Justinijan od 540. – 547.; najznačajniji spomenik bizantske arhitekture u zapadnoj Europi i jedan od najznačajnijih spomenika bizantske umjetnosti uopće. Zbog toga je, zajedno sa sedam drugih spomenika, upisana na UNESCO-ov popis mjesta svjetske baštine u Europi 1996. godine pod imenom: "Ranokršćanski spomenici i mozaici u Ravenni".

## Povijesna pozadina
Smještena na Jadranskoj obali, Ravenna je bila značajna luka koja je kontrolirala trgovinu između Istoka i Zapada. Još od 402. bila je prijestolnicom Zapadnog Rimskog Carstva (Mauzolej Gale Placidije, 5. st.), te dugo i Ostrogotskog kraljevstva u Italiji (Teodorikov mauzolej, Arijanska krstionica i Nova bazilika svetog Apolinarea). Za vrijeme cara Justinijana ponovno je osvojena i postala dijelom bizantskog Carstva. Od 535. godine tu je sjedište bizantske vlasti u Italiji, ali i glavno mjesto umjetničkog pokroviteljstva. Justinijan je težio obnovi kršćanskog jedinstva što se može vidjeti u opsežnoj gradnji (Bazilika Svetog Apolinarija u Classi i Crkva svetog Vitalea).
Izgradnju Bazilike svetog Vitalea je pokrenuo biskup Ravenne Eklezije (Ecclesius), nakon putovanja u Bizant s papom Ivanom 525. godine. Sljedeće godine, Amalasuntha je naslijedio oca Teodorika kao vladara Gota i Ravenne. Iako su obadvojica bili arijanci, Amalasunth je bio tolerantniji prema katolicima.
Izgradnja je započela 526. godine na mjestu mučeništva sv. Vitalija. Crkvu je gotovo u cijelosti financirao jedan bogati pojedinac, Julije Argentije (Julianus Argentarius). Taj, inače nepoznat lik je najvjerojatnije bio privatni bankar Ravenne ili možda kraljevski izaslanik Justinijana, poslan da pripremi put za bizantsko osvajanje. Bizantinci su osvojili Ravennu 540. godine i baziliku, koja je započeta pod Gotima, je završio Bizant 548. godine. Crkvu je posvetio biskup Maksimijan Ravenski, a kasnije je postala dijelom benediktinskog samostana.

## Odlike
Crkva svetog Vitalea se oslanja na model gradnje primijenjen u crkvi sv. Sergija i Bakha u Carigradu. Ima jednostavnu fasadu od obične opeke, punog zida osim velikih polukružnih prozora na svakom od mnogih dijelova crkve koji strše u prostor. Plan crkve je centralnog tipa koji se uvelike razlikuje od arhitekture Zapada koja uvijek ima uzdužnu gradnju orijentiranu od Istoka prema Zapadu. Tlocrt osmerokuta iznad čijeg središnjeg dijela je kupola. Središnja lađa komplicirano je povezana s bočnim brodom i to nizom od osam polukružnih pilona povezanih eksedrama. Svaka niša ima galeriju na drugom katu (vjerojatno rezervirane za žene). Narteks je na zapadu, ali nije potpuno poravnat s linijom oltarne apside s bačvastim svodom na istoku.
Crkva ovakvog tlocrta s kupolom prevladava u Pravoslavlju sve od Justinijana, kao što na Zapadu prevladava bazilikalni (longitudinalni) tip. 
Unutrašnjost crkve je bogato ukrašena mozaicima i inkrustacijama mramora. Prostor je potpuno ispunjen sjajem žutog svjetla od nezasitne uporabe zlatnih dekoracija.
- Biskupsko prijestolje
- Sarkofag s prikazom Poklonstva kraljeva
- Krist sa sv. Vitaleom, biskupom Eklezijem i dva anđela s mozaika u apsidi.
- Justinijan s pratnjom.
- Teodora s pratnjom.

### Mozaici
Na velikom mozaiku u apsidi nalazi se mladi golobradi Krist zasigurno baziran na Apolonovim prikazima na Zapadu. Njegova aureola ima upisan križ i odjeven je u carsku purpurnu odjeću. Sjedi na globusu, a s obje strane stoji mu po jedan anđeo. U rukama drži dijamantnu krunu koju daje Svetom Vitaleu koji se nalazi lijevo. U desnom dijelu mozaika stoji biskup Eklezije koji drži model crkve u kojoj se nalaze. Premda prikazi posjeduju dozu helenističkog i rimskog realizma (npr. u krajoliku i naznakama sjena na figurama i njihovoj draperiji), oni su više konceptualni. Draperija nije prikazana da odražava organske oblike ili pokret u prostoru, a figure su uglavnom frontalne. Izostanak perspektive je očit u Kristovoj sjedećoj pozi – njega ne pridržava globus nego nam se čini kako lebdi ispred njega.
Sve bočne plohe prezbiterija ispunjene su mozaicima s prizorima iz Starog zavjeta (Žrtva Abelova, Abrahamova žrtva, Gostoprimstvo Abrahamovo i dr.).
S obje strane oltara nalaze se raskošni mozaici (Car Justinijan s pratnjom s desne, te carica Teodora s pratnjom s lijeve strane) koji simboliziraju i odražavaju moć i slavu carskog dvora. 
Justinijanov mozaik prikazuje Justinijana u sredini odjevenog u carsku purpurnu odoru s dijamantnom krunom na glavi i crvenom aureolom. Nadbiskup Maksimijan Ravenski nosi zlatni ogrtač i drži u ruci dijamantni križ. On je istaknut i natpisom s njegovim imenom iznad glave. S Justinijanove desne strane su dva dvorjanina i njegova naoružana straža. Veliki zeleni štit ispred njih je ukrašen Konstantinovim natpisom Chi-Rho. Namjera ovog mozaika je očito bila da prikaže Justinijana kao Konstantinovog nasljednika; da ga prikaže kao Kristovog poslanika na zemlji koji ujedinjuje i crkvenu i državnu vlast. Justinijan nikada nije osobno bio u Ravenni i ovi mozaici su služili kao vizualni podsjetnik njegove vlasti.
Nasuprot Justinijanovom mozaiku, Teodora stoji u oslikanoj apsidi sa svojim dvorjankama desno i dvojicom svećenika s lijeve strane. Poput njenog muža odjevena je u carsko purpurno ruho, a glava joj je okružena aureolom. Ona nudi zlatni pehar u gesti koja podsjeća na "Poklonstvo kraljeva" koji su izvezeni na dnu njene halje.
Iluzija pokreta na ovim figurama nije postignuta iluzijom prostora nego ponavljanjem i bogatim, kolorističkim uzorcima. Najbolji primjer obrnute perspektive je fontana-krstionica u lijevom dijelu Teodorinog mozaika.
Portreti figura prikazuju Bizantski ideal ljepote: visoke istanjene figure, ovalnih glava s prodornim očima, povijenim obrvama, dugog i tankog nosa, malih usta, malih stopala u odnosu na veličinu tijela, te raskošno dekorirane odjeće. Svaka scena je lišena pokreta. Likovi na tim mozaicima su tipizirani, statični, ceremonijalni, ogromnih očiju, a pozadina je zlatna. Nebo je uvijek boje zlata u ranom kršćanstvu i Bizantu u želji da se likovi smjeste u duhovno okruženje. Krist kao "svjetlo svijeta" je osnova za simboliku svjetla u kršćanstvu, i podsjeća na istočnjačke kultove božanstava sunca iz ranijih razdoblja.

## Poveznice
- Bizantska umjetnost
- Aja Sofija
- Eufrazijeva bazilika

## Vanjske poveznice
- San Vitale na seacreddestinations.com (engl.)
- San Vitale na oneonta.edu (engl.)
- San Vitale video na YouTube (engl.) 7:01 min